# KSC Lokeren
KSC Lokeren OV (Koninklijke Sporting Club Lokeren Oost-Vlaanderen) är en belgisk professionell fotbollsklubb i Lokeren som spelar i Belgiens högsta liga Jupiler League.
Klubben har aldrig vunnit belgiska högstaligan men har en gång (1980/81) kommit tvåa. Man har en gång (1995/96) vunnit belgiska Division 2.
När det gäller Belgiska cupen har Lokeren vunnit två gånger: 2011/12 och 2013/14. Man var även i final 1980/81.
Den kanske mest kända spelaren som spelat för klubben är tjecken Jan Koller.